# Zamjena kamatnih stopa
Zamjena kamatnih stopa (eng. interest rate swap, IRS) je derivativni financijski instrument u obliku sporazuma između dvijema stranama da će na određeni datum jedna strana platiti drugoj strani fiksnu kamatu za određeni iznos i primiti uplatu u iznosu kamate po promjenjivоj stopi (na primjer, po stopi LIBOR) od druge strane.
Sporazum o budućoj kamatnoj stopi (eng. Forward Rate Agreement) je standardizirana zamjena kamatnih stopa.
Kamatne zamjene se obično koriste u osiguravanju transakcija s imovinom i obvezama za međusobni prijenos fiksnih stopa u promjenjive stope i obrnuto. Pozicija zamjene kamatnih stopa sadrži kamatne i kreditne rizike za ugovorne strane.

## Primjena
Zamjene kamatnih stopa koriste se u raznim investicijskim strategijama. Oni su popularan alat za zaštitu od rizika i financijske špekulacije.

## Zaštita
Fiksiranje kamatne stope prema ugovoru o zamjeni omogućuje vam osiguranje od pada kamatnih stopa. S druge strane,  će biti drugi ugovornik na dobitku uz smanjenje kamatnih stopa.

## Nagađanja
Zahvaljujući niskom pragu ulaska u poziciju zamjene kamatnih stopa, oni su popularni kod trgovaca koji nagađaju o kretanju kamatnih stopa.
Dakle, umjesto da otvori punu kratku poziciju na temeljnu imovinu, za koju se očekuje pad cijene, trgovac treba samo sklopiti ugovor o zamjeni koji fiksira kamatnu stopu za isto razdoblje.